# Lampropelma nigerrimum arboricola
Lampropelma nigerrimum arboricola (лат.) — подвид пауков из семейства пауков-птицеедов (Theraphosidae). Крупный паук-птицеед, обладающий массивным телом чёрного цвета. От номинативного подвида отличается в основном образом жизни (что необходимо учитывать при содержании в неволе) и ареалом.

## Описание
Подвид описан немецкими арахнологами Гюнтером Шмидтом и Рутом Баренштайнером в 2015 году. До этого времени не имел видового названия и был известен как Lampropelma sp. "Borneo Black".
Размеры половозрелых особей по телу достигают 7,5—8 см, в размахе лап — 16—18 см (в максимуме до 20 см). Половозрелые самки крупнее самцов и имеют массивные передние две пары ног.  У самок половая зрелость наступает в 2—2,5 года, у самцов — 1—1,5 года. Данный вид демонстрирует ярко выраженный половой диморфизм: окраска половозрелой самки чёрного цвета со слабо выраженным полосатым рисунком на абдомене, окраска самцов пепельно-жёлтого цвета, полосатый рисунок на абдомене более отчетлив. Диморфизм проявляется начиная с 5—6 линьки, когда у самок передние две пары ног и передняя часть карапаса начинают постепенно приобретать чёрную окраску, а у самцов все части тела становятся пепельно-жёлтыми.

## Поведение
Lampropelma nigerrimum arboricola — птицеед норный. Ведёт ночной образ жизни. Питается главным образом насекомыми. Возможен каннибализм.
Очень агрессивный, быстрый и ядовитый паук, агрессию особенно склонен проявлять при отсутствии убежища.

## Ареал
Паук является эндемиком и встречается только на территории острова Калимантан.

## Содержание в неволе
Так как этот подвид норный, для создания комфортных условий, имитирующих природные, потребуется невысокий террариум размером 30 × 30 × 26 см  с субстратом высотой  около 8—12 см, в качестве субстрата можно использовать кокосовую стружку. Некоторые киперы используют  кусок коры или корягу, с помощью которой паук сплетает себе убежище, в этом случае высоту субстрата можно уменьшить до 5 см. Оптимальная температура в террариуме в пределах 26—28 ºС, влажность на уровне 85—90 %. Питается насекомыми подходящего размера. Это могут быть мраморные, аргентинские или мадагаскарские тараканы, сверчки, а также личинки зофобаса. Взрослые особи могут справиться с небольшими мышами или лягушками.

### Разведение
Часто размножают в неволе. Для разведения подсаживают обульбившегося самца к половозрелой самке. Необходимо учитывать при спаривании возможную агрессию самки по отношению к самцу. В коконе содержится от 100 до 150 яиц.